# Japan Rail Pass
El Japan Rail Pass (ジャパンレールパス japan rēru pasu?) es un billete de transporte vendido por el Grupo Japan Railways y que es interesante para viajar en todas las principales formas de transporte ofrecidas por el Grupo JR, con pocas excepciones. El Rail Pass ha sido diseñado para estimular el viaje y el turismo a través de todo el país.

## Rail Pass
Hay dos variedades de Rail Pass, una para cada tipo de servicio: Vagón Estándar (普通車 Futsūsha?), y el vagón de primera clase, el Vagón Verde (グリーン車 Gurīnsha?). Además, el billete está limitado en el tiempo sobre la base de la duración del billete adquirido. Hay tres períodos disponibles: billete para siete días, para catorce días y para veintiún días, de manera que ofrecen al cliente uso ilimitado de los servicios de transporte de JR durante ese período. La tabla que se presenta a continuación resume los precios de cada billete para el 2025. Las cantidades están listadas en Yenes japoneses. Cuando se compra una orden de intercambio (ver más abajo), el comprador pagará la cantidad apropiada en la moneda de su país de origen sobre la base de la tasa de cambio vigente.
| Clase          |        | 7 días  | 14 días  | 21 días  |
| -------------- | ------ | ------- | -------- | -------- |
| Vagón Verde    | Adulto | ¥70,00  | ¥110,000 | ¥140,000 |
| Vagón Verde    | Niño   | ¥35,000 | ¥55,000  | ¥70,000  |
| Vagón Estándar | Adulto | ¥50,000 | ¥80,000  | ¥100,000 |
| Vagón Estándar | Niño   | ¥25,000 | ¥40,000  | ¥50,000  |

## Orden de intercambio

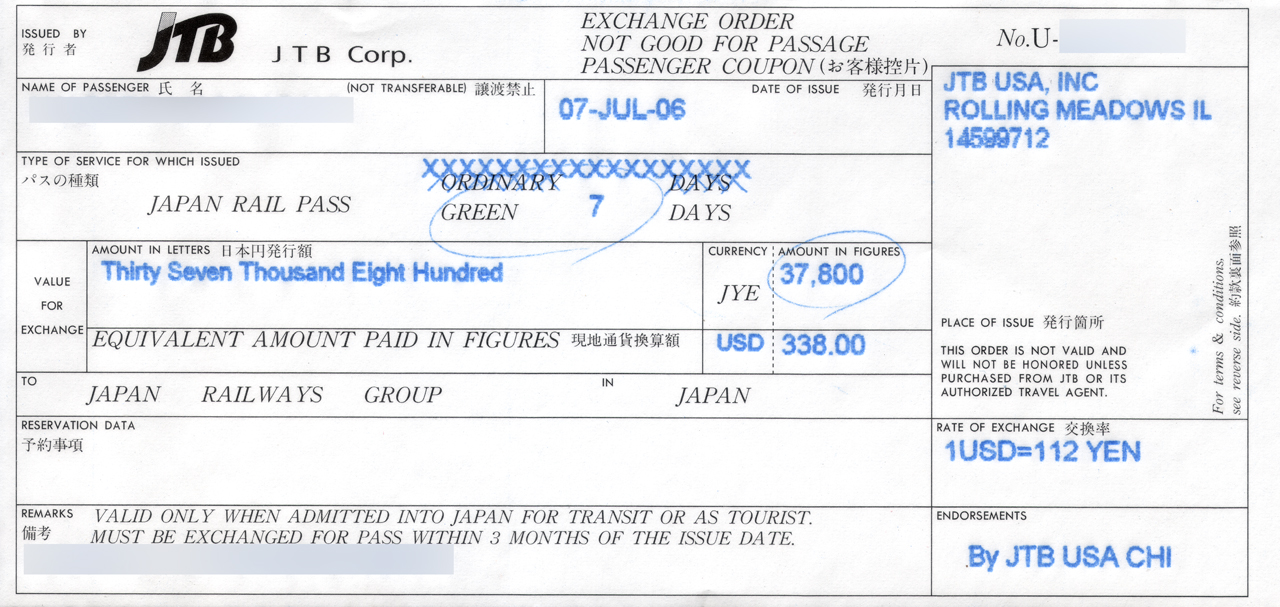
Ejemplo de una Orden de Intercambio.

Si bien el Rail Pass es vendido por el Grupo JR, se obtiene comprando una orden de intercambio en una agencia de viajes situada fuera de Japón. La orden de intercambio también se puede comprar en líneas aéreas basadas en Japón, como Japan Airlines o All Nippon Airways. La orden de intercambio no se puede obtener en Japón.
La orden de intercambio, por sí misma, no se puede usar para viajar, y debe ser intercambiada en una oficina de tickets de JR Midori no Madoguchi (みどりの窓口?) («ventanilla verde de servicio»). Puede ser intercambiada en las siguientes estaciones principales de tren de JR designadas:
- Estación de Kushiro
- Estación de Obihiro
- Estación de Asahikawa
- Estación de Sapporo
- Estación de New Chitose Airport
- Estación de Hakodate
- Estación de Hachinohe
- Estación de Sendai
- Estación de Yamagata
- Estación de Fukushima
- Estación de Niigata
- Estación de Kanazawa
- Estación del aeropuerto de Narita
- Estación de la Terminal 2 del aeropuerto de Narita
- Estación de Tokio
- Estación de Ueno
- Estación de Shinjuku
- Estación de Shibuya
- Estación de Ikebukuro
- Estación de Shinagawa
- Estación de Yokohama
- Estación de Shin-Yokohama
- Estación de Odawara
- Estación de Mishima
- Estación de Shizuoka
- Estación de Hamamatsu
- Estación de Nagoya
- Estación de Kioto
- Estación de Shin-Ōsaka
- Estación de Ōsaka
- Estación del aeropuerto de Kansai
- Estación de Sannomiya
- Estación de Okayama
- Estación de Hiroshima
- Estación de Shimonoseki
- Estación de Takamatsu
- Estación de Matsuyama
- Estación de Kokura
- Estación de Hakata
- Estación de Nagasaki
- Estación de Kumamoto
- Estación de Ōita
- Estación de Miyazaki
- Estación de Kagoshima-Chūō

## Transportes válidos
El billete es válido para viajar en los transportes del Grupo Japan Railways (JR) a través de todo el país en la clase de servicio indicado en el billete en las siguientes líneas:

### Tren
- Shinkansen, excepto Nozomi y Mizuho
- Limited express (特急 tokkyū?)
- Express (急行 Kyūkō?)
- Local (普通 Futsū?), incluyendo los servicios Rápido (快速 Kaisoku?) y Rápido Especial (新快速 Shin-Kaisoku?)

### Autobús
El billete es válido en las rutas locales de las siguientes compañías de autobuses:
- JR Hokkaidō Bus Company
- JR Bus Tohoku Company
- JR Bus Kantō Company
- JR Tōkai Bus Company
- West JR Bus Company
- Chūgoku JR Bus Company
- JR Shikoku Bus Company
- JR Kyūshū Bus Company

### Autobús de carretera
El billete es válido en las siguientes rutas de autobús de carretera:
- Sapporo – Otaru
- Morioka – Hirosaki
- Tokio – Nagoya, Kioto, Osaka, Tsukuba Center
- Nagoya – Kyōto, Ōsaka
- Ōsaka – Tsuyama, Kasai Flower Center

### Barco
El billete también es válido para viajar en el servicio JR Ferry en la siguiente ruta:
- Miyajima – Miyajimaguchi

## Condiciones de intercambio
El Rail Pass está diseñado para uso turístico y, por lo tanto, tiene condiciones para su compra e intercambio.

### Elegibilidad
El usuario debe cumplir una de las siguientes dos condiciones:
- Un turista extranjero visitando Japón, que tenga un pasaporte en el que aparezca la categoría de "Visitante Temporal" estampada en inmigración, y que pueda presentar el propio pasaporte en el momento del intercambio. No se acepta una fotocopia del pasaporte.
- Un japonés nativo viviendo en un país extranjero,
  - que esté cualificado para vivir permanentemente en ese país, o
  - que esté casado con una persona no japonesa residente en un país que no sea Japón.

### Periodo de validez de la Orden de Intercambio
La orden de intercambio debe ser intercambiada por un Japan Rail Pass dentro de los tres meses siguientes a la fecha en que se emitió la orden.

### Procedimiento de intercambio
1. La persona designada en la orden de intercambio debe solicitar el Rail Pass en una oficina de intercambio, y ahí,
2. presentar la orden, junto con el pasaporte,
3. rellenar el formulario de solicitud facilitado en la oficina, y entonces,
4. especificar el primer día de uso deseado, que debe estar dentro de un mes desde la fecha de emisión. Por ejemplo, si el intercambio se realiza el 1 de enero, se debe elegir una fecha para el primer viaje anterior al 1 de febrero.

## Condiciones de uso
El Japan Rail Pass es válido para casi todas las formas de transporte (tren, autobús y barco) a cargo de las compañías del Grupo JR. Sin embargo, hay excepciones y condiciones de uso del Rail Pass.
- El Rail Pass es intransferible y sólo puede ser usado por la persona designada en el billete.
- El usuario debe presentar su pasaporte cuando se lo pidan.
- Se pueden hacer reservas de asiento sin pago adicional. Las reservas de asiento se pueden hacer en todas las oficinas de tickets JR Midori no Madoguchi.
  - El uso de un compartimento privado no está cubierto en el Rail Pass y requiere un recargo adicional.
  - El uso de un compartimento para dormir en los trenes nocturnos no está cubierto en el Rail Pass y requiere un recargo adicional.
  - El uso del servicio Nozomi no está cubierto en el Rail Pass y requiere un recargo adicional.
  - El uso del servicio de hidrodeslizador de Fukuoka a Busan normalmente no está cubierto por el Rail Pass y requiere un recargo adicional. Sin embargo, hay excepciones de manera que las agencias de viajes en Korea venden tipos especiales de Kyushu Rail Pass (válido dentro de la red JR Kyushu) que incluye un ticket para un viaje de ida y vuelta en el hidrodeslizador desde Busán.[cita requerida]

## Otra información
El Japan Rail Pass normalmente sólo se puede comprar fuera de Japón, pero se hizo una excepción durante la Copa Mundial de la FIFA 2002 cuando el Grupo JR vendió el Rail Pass de manera local en Japón. El 8 de marzo de 2017 el Grupo JR inició un proceso experimental para vender el pase dentro del país solo a los turistas que demuestren con un pasaporte su residencia en otro país que no sea Japón, el cual terminara el 31 de marzo de 2021.